# Doménica Azuero
Doménica Gonzalez Azuero (22 de março de 1996) é uma ciclista equatoriana. Especializada em ciclismo BMX, Azuero competiu nos Jogos Pan-Americanos de 2015.